# Diskografie Fabric
Londýnský noční klub Fabric vydává pravidelně každý měsíc kompilační album populárních DJs od listopadu 2001. Existují dvě série, které se navzájem každý měsíc střídají – Fabric a FabricLive.

## Série Fabric
- Fabric 01 – Craig Richards (5. listopadu 2001)
- Fabric 02 – Terry Francis (leden 2002)
- Fabric 03 – Jon Marsh (březen 2002)
- Fabric 04 – Tony Humphries (květen 2002)
- Fabric 05 – Pure Science (červenec 2002)
- Fabric 06 – Tyler Stadius (září 2002)
- Fabric 07 – Hipp-E And Halo (listopad 2002)
- Fabric 08 – Radioactive Man (leden 2003)
- Fabric 09 – Slam (březen 2003)
- Fabric 10 – Doc Martin (květen 2003)
- Fabric 11 – Swayzak (červenec 2003)
- Fabric 12 – The Amalgamation Of Soundz (září 2003)
- Fabric 13 – Michael Mayer (listopad 2003)
- Fabric 14 – Stacey Pullen (leden 2004)
- Fabric 15 – Craig Richards (leden 2004)
- Fabric 16 – Eddie Richards (březen 2004)
- Fabric 17 – Akufen (červenec 2004)
- Fabric 18 – Baby Mammoth, Beige & The Solid Doctor (září 2004)
- Fabric 19 – Andrew Weatherall (listopad 2004)
- Fabric 20 – John Digweed (leden 2005)
- Fabric 21 – DJ Heather (březen 2005)
- Fabric 22 – Adam Beyer (květen 2005)
- Fabric 23 – Ivan Smagghe (červenec 2005)
- Fabric 24 – Rob da Bank (září 2005)
- Fabric 25 – Carl Craig (listopad 2005)
- Fabric 26 – Global Communication (leden 2006)
- Fabric 27 – Audion (březen 2006)
- Fabric 28 – Wiggle (květen 2006)
- Fabric 29 – Tiefschwarz (červenec 2006)
- Fabric 30 – Rub-N-Tug (září 2006)
- Fabric 31 – Marco Carola (listopad 2006)
- Fabric 32 – Luke Slater (leden 2007)
- Fabric 33 – Ralph Lawson (březen 2007)
- Fabric 34 – Ellen Allien (květen 2007)
- Fabric 35 – Ewan Pearson (červenec 2007)
- Fabric 36 – Ricardo Villalobos (září 2007)
- Fabric 37 – Steve Bug (listopad 2007)
- Fabric 38 – M.A.N.D.Y. (leden 2008)
- Fabric 39 – Robert Hood (březen 2008)
- Fabric 40 – Mark Farina (květen 2008)
- Fabric 41 – Luciano (červenec 2008)
- Fabric 42 – Âme (září 2008)
- fabric 43 – Metro Area (listopad 2008)
- fabric 44 – John Tejada (leden 2009)
- fabric 45 – Omar S (březen 2009)
- fabric 46 – Claude Von Stroke (květen 2009)
- fabric 47 – Jay Haze (červenec 2009)
- fabric 48 – Radio Slave (září 2009)
- fabric 49 – Magda (listopad 2009)
- fabric 50 – Martyn (leden 2010)
- fabric 51 – DJ T (březen 2010)
- fabric 52 – Optimo (květen 2010)
- fabric 53 – Surgeon (červenec 2010)
- fabric 54 – Damian Lazarus (říjen 2010)
- fabric 55 – Shackleton (prosinec 2010)
- fabric 56 – Derrick Carter (únor 2011)
- fabric 57 – Agoria (duben 2011)
- fabric 58 – Craig Richards presents The Nothing Special (červen 2011)
- fabric 59 – Jamie Jones (srpen 2011)
- fabric 60 – Dave Clarke (říjen 2011)
- fabric 61 – Visionquest (prosinec 2011)
- fabric 62 – DJ Sneak (únor 2012)
- fabric 63 – Levon Vincent (duben 2012)
- fabric 64 – Guy Gerber (červen 2012)
- fabric 65 – Matthias Tanzmann (srpen 2012)
- fabric 66 – Ben Klock (říjen 2012)

## Série FabricLive
- FabricLive.1 – James Lavelle (prosinec 2001)
- FabricLive.2 – Ali B (únor 2002)
- FabricLive.3 – DJ Hype (duben 2002)
- FabricLive.4 – Deadly Avenger (červen 2002)
- FabricLive.5 – Howie B (srpen 2002)
- FabricLive.6 – Grooverider (říjen 2002)
- FabricLive.7 – John Peel (prosinec 2002)
- FabricLive.8 – Plump DJs (únor 2003)
- FabricLive.9 – Jacques Lu Cont (duben 2003)
- FabricLive.10 – Fabio (červen 2003)
- FabricLive.11 – Bent (srpen 2003)
- FabricLive.12 – Bugz in the Attic (říjen 2003)
- FabricLive.13 – J Majik (prosinec 2003)
- FabricLive.14 – DJ Spinbad (únor 2004)
- FabricLive.15 – Nitin Sawhney (duben 2004)
- FabricLive.16 – Adam Freeland (červen 2004)
- FabricLive.17 – Aim (srpen 2004)
- FabricLive.18 – Andy C & DJ Hype (říjen 2004)
- FabricLive.19 – The Freestylers (prosinec 2004)
- FabricLive.20 – Joe Ransom (únor 2005)
- FabricLive.21 – Meat Katie (duben 2005)
- FabricLive.22 – Scratch Perverts (červen 2005)
- FabricLive.23 – Death in Vegas (srpen 2005)
- FabricLive.24 – Diplo (říjen 2005)
- FabricLive.25 – High Contrast (prosinec 2005)
- FabricLive.26 – The Herbaliser (únor 2006)
- FabricLive.27 – DJ Format (duben 2006)
- FabricLive.28 – Evil Nine (červen 2006)
- FabricLive.29 – Cut Copy (srpen 2006)
- FabricLive.30 – Stanton Warriors (říjen 2006)
- FabricLive.31 – The Glimmers (prosinec 2006)
- FabricLive.32 – Tayo (únor 2007)
- FabricLive.33 – Spank Rock (duben 2007)
- FabricLive.34 – Krafty Kuts (červen 2007)
- FabricLive.35 – Marcus Intalex (srpen 2007)
- FabricLive.36 – James Murphy & Pat Mahoney (říjen 2007)
- FabricLive.37 – CCaspa & Rusko (prosinec 2007)
- FabricLive.38 – DJ Craze (únor 2008)
- FabricLive.39 – DJ Yoda (duben 2008)
- FabricLive.40 – Noisia (červen 2008)
- FabricLive.41 – Simian Mobile Disco (srpen 2008)
- FabricLive.42 – Freq Nasty (říjen 2008)
- FabricLive.43 – Switch & Sinden (prosinec 2008)
- FabricLive.44 – Commix (únor 2009)
- FabricLive.45 – A-Trak (duben 2009)
- FabricLive.46 – LTJ Bukem (červen 2009)
- FabricLive.47 – Toddla T (srpen 2009)
- FabricLive.48 – Filthy Dukes (říjen 2009)
- FabricLive.49 – Buraka Som Sistema (prosinec 2009)
- FabricLive.50 – dBridge & Instra:mental Present Autonomic (únor 2010)
- FabricLive.51 – The Duke Dumont (duben 2010)
- FabricLive.52 – Zero T (červen 2010)
- FabricLive.53 – Drop the Lime (září 2010)
- FabricLive.54 – David Rodigan (listopad 2010)
- FabricLive.55 – DJ Marky (leden 2011)
- FabricLive.56 – Pearson Sound / Ramadanman (březen 2011)
- FabricLive.57 – Jackmaster (květen 2011)
- FabricLive.58 – Goldie (červenec 2011)
- FabricLive.59 – Four Tet (září 2011)
- FabricLive.60 – Brodinski (listopad 2011)
- FabricLive.61 – Pinch (leden 2012)
- FabricLive.62 – Kasra (březen 2012)
- FabricLive.63 – Digital Soundboy Soundsystem (květen 2012)
- FabricLive.64 – Oneman (červenec 2012)
- FabricLive.65 – DJ Hazard (září 2012)
- FabricLive.66 – Daniel Avery (listopad2012)

## Série The fabric podcast
- fabric podcast 01 – Craig Richards (9. říjen 2007)
- fabric podcast 02 – Andrew Weatherall (20. listopad 2007)
- fabric podcast 03 – Doc Scott (19. prosinec 2007)
- fabric podcast 04 – Jonny Trunk Part 1 (8. leden 2008)
- fabric podcast 05 – Jonny Trunk Part 2 (23. leden 2008)
- fabric podcast 06 – Ross Allen Part 1 (13. únor 2008)
- fabric podcast 07 – Ross Allen Part 2 (26. únor 2008)
- fabric podcast 08 – Keith Reilly Part 1 (11. březen 2008)
- fabric podcast 09 – Keith Reilly Part 2 (26. březen 2008)
- fabric podcast 10 – Peanut Butter Wolf & James Pants (08. duben 2008)
- fabric podcast 11 – Peanut Butter Wolf & James Pants Part 2 (22. duben 2008)
- fabric podcast 12 – Howie B (13. květen 2008)
- fabric podcast 13 – Howie B Part 2 (27. květen 2008)
- fabric podcast 14 – Don Letts (12. červen 2008)
- fabric podcast 15 – Don Letts Part 2 (24. červen 2008)
- fabric podcast 16 – Zed Bias (16. červenec 2008)
- fabric podcast 17 – Zed Bias Part 2 (4. srpen 2008)
- fabric podcast 18 – Greg Wilson (26. srpen 2008)
- fabric podcast 19 – Greg Wilson Part 2 (28. srpen 2008)
- fabric podcast 20 – Kid Batchelor (30. září 2008)
- fabric podcast 21 – Kid Batchelor Part 2 (21. říjen 2008)
- fabric podcast 22 – Jazzanova (13. leden 2009)
- fabric podcast 23 – Jazzanova Part 2 (22. leden 2009)
- fabric podcast 24 – Mad Professor (24. únor 2009)
- fabric podcast 25 – Mad Professor Part 2 (únor 2009)
- fabric podcast 26 – Dave Dorrell (28. duben 2009)
- fabric podcast 27 – Dave Dorrell Part 2 (29. duben 2009)
- fabric podcast 28 – DJ Vadim (1. červen 2009)
- fabric podcast 29 – DJ Vadim Part 2 (11. červen 2009)
- fabric podcast 30 – Malcolm Catto (13. červenec 2009)
- fabric podcast 31 – Malcolm Catto Part 2 (26. červenec 2009)
- fabric podcast 32 – Surgeon (24. srpen 2009)
- fabric podcast 33 – Surgeon Part 2 (25. srpen 2009)
- fabric podcast 34 – Four Tet (2010)
- fabric podcast 35 – Four Tet Part 2 (2010)